# Skansen Leśnej Kolei Wąskotorowej w Pionkach
Skansen Leśnej Kolei Wąskotorowej im. Jana Szweda w Pionkach – muzeum (skansen techniki) z siedzibą w Pionkach, działające w latach 2005-2010. Skansen prezentował zabytki techniki, związane z funkcjonowaniem Kolei Leśnej Pionki oraz innych przemysłowych kolei wąskotorowych.

## Historia
Placówka powstała z inicjatywy Fundacji Polskich Kolei Wąskotorowych, która wydzierżawiła halę dawnej lokomotywowni od Nadleśnictwa Kozienice, a jej otwarcie miało miejsce 18 czerwca 2005 roku. W ramach skansenu odremontowano parowozownię oraz ułożono kilkudziesięciometrowy odcinek torów, przy udziale wolontariuszy. Zgromadzono również tabor, poddany renowacji (częściowo kupowany przez FPKW, osobiście jej prezesa Pawła Szweda i osoby prywatne). Lokomotywa Lyd2-63 (z Witaszyckiej KD) została uratowana przed złomowaniem w Ostrowie Wielkopolskim. Na terenie skansenu zgromadzono tabor:
- lokomotywy spalinowe: LKM V10C z 1973[6], WLs40[6], Lyd2-63[4], Gmeinder z 1940[6] (depozyt)[4] i Deutz z ok. 1927 (depozyt)[4][6],
- wagony osobowe, typu "towos", barowy, bagażowy oraz towarowe: typu kłonicowego (z 1952)[6], platformy, koleby, węglarki oraz wagon kryty z 1940[6],
- drezyny: motorowa i ręczna, wózki torowe oraz lokomobilę parową,
- normalnotorowy  wózek motorowy WM5[4][6].

Od stycznia 2010 roku Fundacja zaprzestała finansowania skansenu i przeszedł on na własny rozrachunek, prowadzony przez byłego prezesa FPKW Pawła Szweda, jako niezależna inicjatywa. W lokomotywowni otwarto pizzerię, lecz działalność skansenu przynosiła straty i umowa dzierżawy lokomotywowni została wypowiedziana, a skansen został zlikwidowany. W październiku tegoż roku tabor został w większości zakupiony przez prywatną osobę i wywieziony do Zabytkowej Stacji Kolejki Wąskotorowej w Rudach. Podczas likwidacji złomowano lokomotywę LKM V10C. Nieruchomość, na której położone było muzeum została przejęta przez właściciela - Nadleśnictwo Kozienice, który w 2013 roku zbył ją na rzecz prywatnego nabywcy. W 2020 historyczny budynek parowozowni wyburzono.